# ムスティ
『ムスティ』(Musti) は、ベルギーのアニメーションスタジオであるスタジオTVデュピュイ (Studio TV Dupuis) が製作したアニメーション及び絵本のシリーズである。ネコの男の子「ムスティ」を主人公にしている。1968年からフランスとベルギーで製作された。
日本では1970年代初頭に絵本が発売された。アニメ版の監督はレイ・グーセンスがベルヴィジョン・スタジオ退社後に手がけ、キャラクター・デザインにも携わっている。また1990年代にNHK教育と衛星放送のキッズステーションでも放映された。

## 登場人物
ムスティ
赤い服を着た陽気な男の子。無邪気な性格で、おせっかいなところがある。
ママ
ムスティのママ。
パパ
ムスティのパパ。
うさぎさん
茶色いウサギさん。
カメさん

## タイトル

### 絵本

#### ムスティの絵本 (小学館 絵・作：スタジオTVデュピュイ、訳：榊原昇三・那須田稔)
1. ムスティのおつかい
2. ムスティきしゃにのる
3. ムスティとうさぎさん
4. ムスティとうまのおじいさん
5. ムスティどうぶつえんへいく
6. ムスティとまいごのこうさぎ
7. こうのとりのひっこし
8. ムスティのママはびょうき
9. ムスティのなつやすみ
10. ムスティとフェリーボート
11. ムスティとうさぎさんのめがね
12. ムスティとサーカス

#### ムスティおはなし絵本 (小学館)
1. ムスティとにわとりさん
2. ムスティのペンキぬり
3. ムスティとブランコ
4. ムスティとさんりんしゃ
5. ムスティとかめのおばさん
6. ムスティはママがすき
7. ムスティとひこうき
8. ムスティサーカスにいく
9. ムスティとパパのにちようび
10. ムスティとどうぶつえん

#### ムスティ 小さな絵本 (小学館)
1. ママとのおやくそく
2. ことりのおうち
3. ごほうびっていいね
4. おべんきょうごっこ
5. なんにもうつってないよ
6. だいすきないろ

#### アニメえほん・ムスティ (佼成出版社)
1. ムスティのりんごのおうち
2. ムスティのママのたんじょうび
3. ムスティのおおきなみずたまり
4. ムスティのあかいふうせん
5. ムスティのサーカスごっこ
6. ムスティのぼくおいしゃさん

### 映像ソフト

#### VHS (日本コロムビア)
1. はじめまして ムスティです
2. 動物園にいきました
3. 虹のにんじん
4. ムスティと雪だるま
5. 小さなケーキと大きなケーキ
6. ムスティとふしぎなボール
7. かくれんぼしよう
8. パパへのプレゼント
9. 公園に行こう
10. りんごのおうち

#### VHS (東宝ミュージック)
1. ムスティのバス運転手
2. ムスティの音楽家
3. ムスティの船長さん
4. ムスティのお絵描き
5. ムスティのたからもの

#### VHS (キープ)
2000年3月29日に発売。パッケージの上下にはNHK教育とキッズステーションで放送中と書かれているが、NHK教育の放送は1997年6月27日に終了している。
第1巻「ムスティのバス運転手」（発売日：2000年3月29日、規格品番：MUS-601）
1. ピクニック
2. カメおばさんの運送屋さん
3. ムスティのバス運転手
4. りんご狩り
5. 自動車ごっこ

第2巻「ムスティの音楽家」（発売日：2000年3月29日、規格品番：MUS-602）
1. 古い目覚まし時計
2. テープレコーダー
3. ムスティは芸術家
4. ムスティの指揮官
5. にわとりさんは早起き

第3巻「ムスティの船長さん」（発売日：2000年3月29日、規格品番：MUS-603）
1. 深い水たまり
2. テント
3. ムスティの船長さん
4. うさぎさんのお家
5. 嵐の夜は

第4巻「ムスティのお絵描き」（発売日：2000年3月29日、規格品番：MUS-604）
1. 砂場遊び
2. トランプの家
3. ムスティのお絵描き
4. ？のご本
5. 雪だるま

第5巻「ムスティのたからもの」（発売日：2000年3月29日、規格品番：MUS-605）
1. ムスティのたからもの
2. ママの病気
3. 三輪車
4. アルバム
5. おかたずけ

#### DVD (BMG JAPAN)
1. ムスティと雪だるま
2. ムスティ動物園にいく
3. ムスティ・ママの誕生日プレゼント

### 音楽ソフト

#### CD (コロムビアミュージックエンタテインメント)
- ムスティといっしょ どうよう

- ムスティのちいさな音楽会〜おんがく えにっきちょう

## テレビアニメ

### 日本語吹替え版
1995年9月1日から1997年6月27日までNHK教育のプチプチアニメで放送された。全てのキャラクターを堀江美都子が演じた。2000年には「だいすき！ムスティ」としてキッズステーションで別の吹替版が放送されたが、ナレーションは桑島三幸が担当した。

### エピソード
| #  | サブタイトル                 | 日本放送日     |
| -- | ---------------------------- | -------------- |
| 1  | はじめまして ムスティです    | 1995年 9月1日  |
| 2  | 砂のおしろ                   | 9月8日         |
| 3  | どうぶつえんに いきました    | 9月15日        |
| 4  | ムスティと大きな鳥           | 9月22日        |
| 5  | サーカスごっこ               | 9月29日        |
| 6  | ママとお買いもの             | 10月6日        |
| 7  | かかしだぞー                 | 10月13日       |
| 8  | おいしゃさん ムスティ        | 10月20日       |
| 9  | 雨あがりのぼうけん           | 10月27日       |
| 10 | ムスティとぶたのちょきんばこ | 11月3日        |
| 11 | うさぎくんとしんごう         | 11月10日       |
| 12 | ムスティとヤマアラシさん     | 11月17日       |
| 13 | 虹のにんじん                 | 11月24日       |
| 14 | ぺちゃんこタイヤの ひみつ    | 12月1日        |
| 15 | 赤いふうせん                 | 12月8日        |
| 16 | ぼうしとハサミ               | 12月15日       |
| 17 | こうのとりさんの ひっこし    | 12月22日       |
| 18 | ムカデくんへの プレゼント    | 12月29日       |
| 19 | ムスティと雪だるま           | 1996年 1月5日  |
| 20 | ホネはどこだ                 | 1月12日        |
| 21 | 絵本とほんもの               | 1月15日        |
| 22 | うさぎくんの しゃっくり      | 1月26日        |
| 23 | 病気になっちゃった           | 2月2日         |
| 24 | ペンキをぬったら････         | 2月9日         |
| 25 | 金魚のおへや                 | 2月16日        |
| 26 | 小さなケーキと 大きなケーキ  | 2月23日        |
| 27 | はるをみつけた               | 4月5日         |
| 28 | お花をうえよう               | 4月12日        |
| 29 | かめさんとおさんぽ           | 4月19日        |
| 30 | ムスティとふしぎなボール     | 4月26日        |
| 31 | かくれんぼしよう             | 5月3日         |
| 32 | ママのお誕生日               | 5月10日        |
| 33 | うさぎくんがいっぱい!?       | 5月17日        |
| 34 | インディアンごっこ           | 5月24日        |
| 35 | たべすぎにちゅうい!?         | 5月31日        |
| 36 | ムスティとカモのおやこ       | 6月7日         |
| 37 | パパへのプレゼント           | 6月14日        |
| 38 | ムスティのおうち             | 6月21日        |
| 39 | ムスティのにじ               | 6月28日        |
| 40 | いろは なにいろ              | 7月5日         |
| 41 | ムスティのシャベル           | 7月12日        |
| 42 | ムスティの おにんぎょうさん  | 7月19日        |
| 43 | 公園にいこう                 | 7月26日        |
| 44 | サボテン？                   | 8月2日         |
| 45 | かゆい､かゆい                | 8月9日         |
| 46 | いじわるな鳥                 | 8月30日        |
| 47 | うさぎくんの算数             | 9月6日         |
| 48 | にんじんの じゅんばん        | 10月4日        |
| 49 | りんごのおうち               | 10月11日       |
| 50 | かめさんの冬眠               | 11月29日       |
| 51 | ムスティと ねずみさん        | 12月13日       |
| 52 | ゆきであそぼう               | 1997年 1月10日 |